# Dänische Badmintonmeisterschaft 1971
Die Dänische Badmintonmeisterschaft 1971 fand in Kopenhagen statt. Es war die 41. Austragung der nationalen Titelkämpfe im Badminton in Dänemark.

## Titelträger
| Disziplin    | Sieger                                          |
| ------------ | ----------------------------------------------- |
| Herreneinzel | Jørgen Mortensen, Amager BC                     |
| Dameneinzel  | Lizbeth von Barnekow, Charlottenlund BK         |
| Herrendoppel | Svend Pri, Amager BC Per Walsøe, Gentofte BK    |
| Damendoppel  | Karin Jørgensen Ulla Strand, Københavns BK      |
| Mixed        | Svend Pri, Amager BC Ulla Strand, Københavns BK |